# One Stormy Night
One Stormy Night|あらしのよるに|Arashi no Yoru ni är en animerad japansk TV-serie som är gjord efter en serie barnböcker författad av Yuichi Kimura och illustrerad av Hiroshi Abe. Serien sändes i Japan från April 4, 2012 till September 26, 2012. 

## Karaktärer
- Gabu (ガブ), en varg från Bakubaku dalen.
- Mei (メイ), en get från Sawasawa berget.
- Ghiro (ギロ), chefen för Bakubaku dalens vargar och vän till Gabus far.
- Bari (バリー), en varg och Giros högra hand.
- Bill (ビッチ ) och Zack (ザク), ett par tvilling vargar.
- Hopp (タプ Tapu), en blå get som är vän till Mei.
- Mii (ミイ), en rosafärgad get och vän till Mei.
- Äldre geten (長老 Chōro), ledaren för getterna i Sawasawabergen.
- Mei's mormor (メイの祖母 Mei no Soba), som uppfostrade Mei sedan hennes mamma dog, och senare chockad när Mei blev vän med Gabu.

## Handling
Serien handlar om under en storm då geten Mei sökte skydd i en gammal lada och sedan sökte vargen Gabu skydd i ladan, där de mötes. Mei visste inte att Gabu var en varg och Gabu visste inte att Mei var en get. Efter stormen kom de överens om att mötas vid ladan nästa dag för äta lunch. Nästa dag när de möttes vid ladan skulle de uttala ett hemligt ord One Stormy Night och de blev förvånade över att se varandra. Sedan bestämde de sig för att hålla sin vänskap hemlig, för de visste att deras flockar inte skulle förstå dem. Men senare får flockarna reda på sanningen och ledaren för Meis flock tvingar henne att lämna information från Gabu om deras jakter. Men de båda kunde inte det under sitt samtal. När båda flockarna tittade på bestämde Mei och Gabu sig för att söka ett nytt hem tillsammans. De hoppade ner i floden och försvann, medan deras flockar stod och tittade på. De klarade sig, tog sig över ett berg och fann en ny dal, där de bosatte sig.

## Rollista

### Engelska röster
- Jack Merluzzi - Gabu, Flockledaren, Zack
- Terry Osada - Mei, Mormor
- Jeff Manning - Hopp, Ghiro, Bill
- Rumiko Varnes - Mii, Yoma
- Tom Clark - Moro, Rosso, Bari
- Maya Jones - Rossa, Bima, Boro, Lala
- Gerri Sorrels - Jima, Lily
- Rumiko Varnes - Yoma, Lulu

### Svenska röster
- Mikaela Tidermark Nelson - Mei
- Jesper Adefelt - Gabu
- Norea Sjöquist - Mii
- Nick Atkinson - Hopp
- Annica Smedius - Mormor
- Jonas Bergström - Bari
- Adam Fietz - Ghiro, flockledaren
- Steve Kratz - Moro
- Göran Gillinger - Zack
- Fredrik Hiller - Bill

Övriga röster: Albin Flinkas, Charlotte Ardai Jennefors, Dominique Pålsson Wiklund, Emelie Clausen, James Dillén, Tombs Leon Pålsson Sälling, Maria Rydberg och Oliver Åberg